# ジョージ・W・ブッシュ
ジョージ・ウォーカー・ブッシュ（英語:  George Walker Bush、1946年7月6日 - ）は、アメリカ合衆国の政治家。同国第43代大統領（在任: 2001年1月20日 - 2009年1月20日）、第46代テキサス州知事（在任: 1995年1月17日 - 2000年12月21日）。第41代大統領ジョージ・H・W・ブッシュは父である。またフロリダ州知事を務めたジェブ・ブッシュと実業家のニール・ブッシュは弟で、ジョージ・P・ブッシュは甥（ジェブ・ブッシュの長男）である。父子共にミドルネームは省略されて「ジョージ・ブッシュ」と呼ばれることが多い。

## 概説
コネチカット州ニューヘイブンにてジョージ・H・W・ブッシュとバーバラ・ブッシュとの間に生まれる。イェール大学歴史学部卒業後に彼の家族の石油会社で勤務した後、連邦下院議員選挙に出馬したが落選した。その後テキサス・レンジャーズを共同所有するなど実業家として活躍した後、テキサス州知事選挙のために政治運動に戻った。1994年にはアン・リチャーズを破ってテキサス知事に当選した。
2000年アメリカ合衆国大統領選挙において一般投票では敗北したが選挙人投票で勝利し、共和党の候補として当選した。大統領としてブッシュは2001年に1兆3500億ドルの減税プログラム、2002年には全国一斉学力テストを義務化して成績次第で助成金とペナルティを学校に課す「落ちこぼれを作らないための初等中等教育法」（通称：落ちこぼれゼロ法）に署名した。
2001年9月11日に発生したアメリカ同時多発テロ事件を受け、ブッシュは世界的な「テロとの戦い」を発表した。ブッシュへのアメリカ国民の支持率は同時多発テロ事件後、歴代のアメリカ合衆国大統領の中で最高値である91パーセントにまで達した。後にアフガン侵攻に臨み、ターリバーン政権を打倒してアルカーイダを壊滅させ、ウサーマ・ビン・ラーディンをデッド・オア・アライブとして逮捕あるいは殺害することを命じた。2003年3月、ブッシュ・チェイニー政権はイラクの武装解除および民主化とイラク国民の独裁者からの解放などを掲げた法案を民主党・共和党両党の全会一致で可決してイラク戦争に臨み、独裁者であるサッダーム・フセイン政権の打倒・排除に成功した。イラクについては「イラクが国際連合安全保障理事会決議1441に違反しており、戦争がアメリカ合衆国の保護のために必要だった」と発言している。
イラク戦争の最中、ブッシュは「戦時大統領」と自称して2004年アメリカ合衆国大統領選挙に再選を狙って出馬し、イラク戦争と国内問題の遂行をめぐる論争にもかかわらず、上院議員のジョン・ケリーに大きな差をつけて2004年11月2日に再選された。
しかし再選後のブッシュは益々激しい批判を受けた。ブッシュの国内の支持率は2001年9月11日のアメリカ同時多発テロ直後の91パーセント（ザ・ギャラップ・オーガナイゼーションがこれまでに記録した中の最高値）から、2008年2月20日には記録に残る中で最も低い現職アメリカ合衆国大統領支持率となる19パーセントにまで低下した。このときブッシュの不支持率は76パーセントまで上昇し、国内ではブッシュ批判が激しさを増した。それは2009年1月20日に後継のバラク・オバマに政権をバトンタッチするその日まで続いた。しかし退任後の好感度は上昇しており、2009年1月の退任時には33％だった好感度が2018年1月には61％にまで上昇した。

## 父との呼称の違い
アメリカ合衆国では父のジョージ・H・W・ブッシュと区別するため、第43代アメリカ合衆国大統領であることから「43（フォーティスリー）」や、ミドルネームを表す「W」、またはテキサス州周辺地域での「W」の発音から「Dubbya（ダビャ）」と呼ばれることもある。また、歴史的には同姓同名で血縁関係のある人物を区別する際、年長者を「大（major）○○」、年少者を「小（minor）○○」と呼ぶので、父を「大ブッシュ」と呼ぶのに対して、息子の方を「小ブッシュ」と呼ぶこともある。父を「ブッシュ・シニア」と呼び、息子の方を「ブッシュ・ジュニア」と呼ぶ例もある。俗には、父のほうを「パパ・ブッシュ」と呼ぶ人もいる。上述のように、弟であるジェブ・ブッシュの長男でもある、W・ブッシュの甥もジョージ・ブッシュだが、ミドルネームがPとなっている（ジョージ・P・ブッシュ）。

## 来歴

### 若年期と軍歴

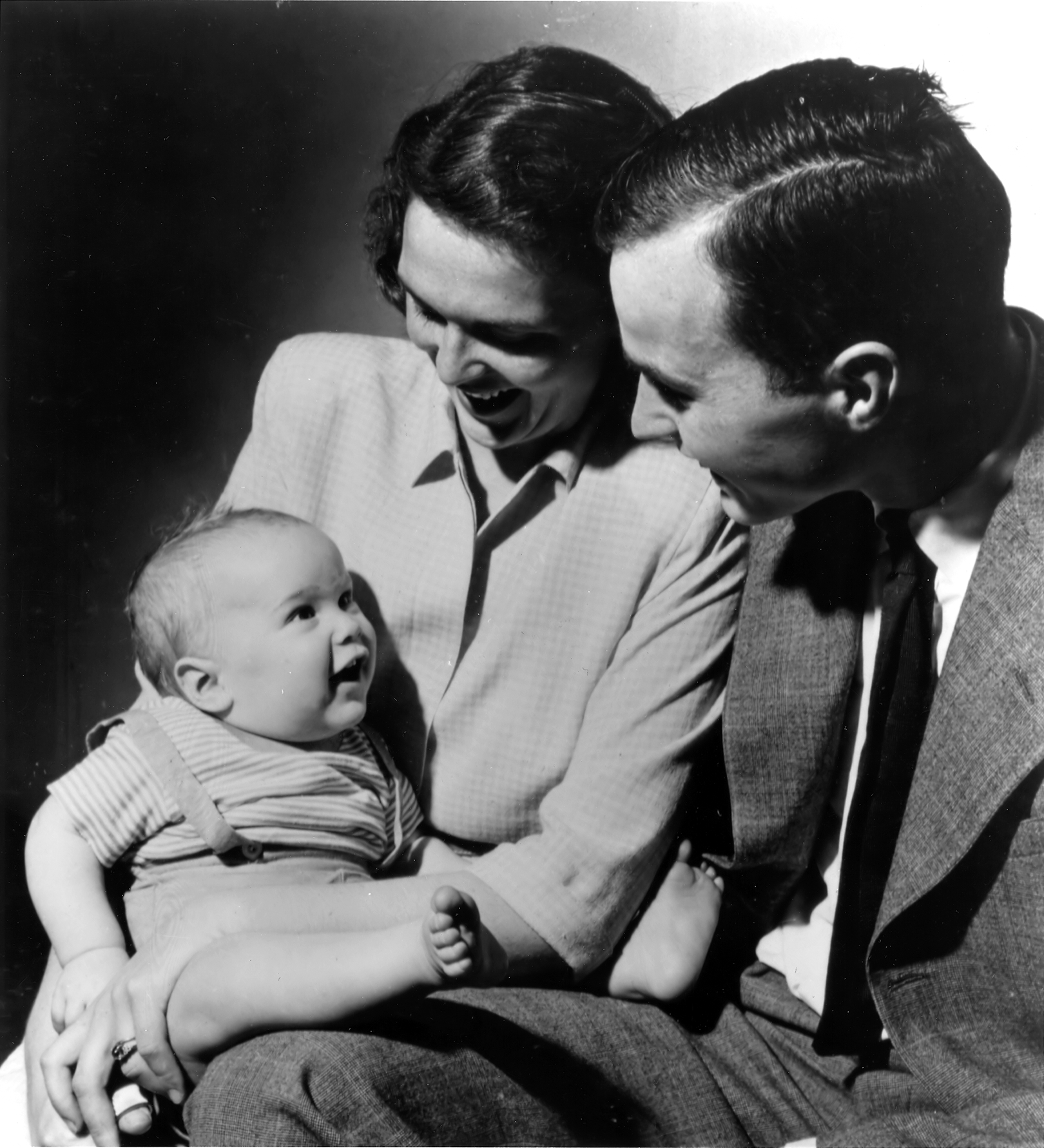
ジョージ・W・ブッシュが1歳のころ。両親と。

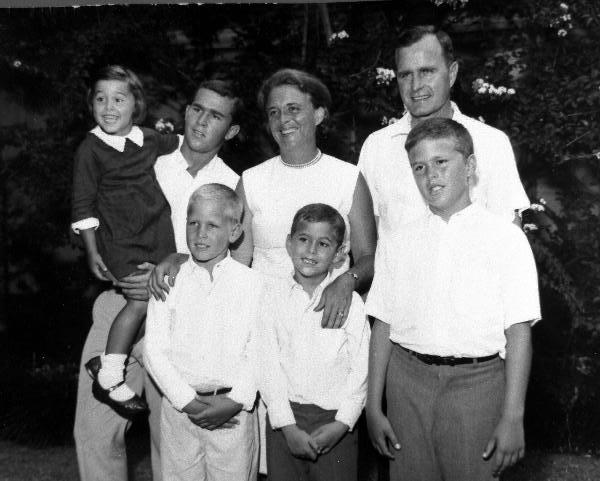
ジョージ・W・ブッシュ（後列の左から2番目）と家族。

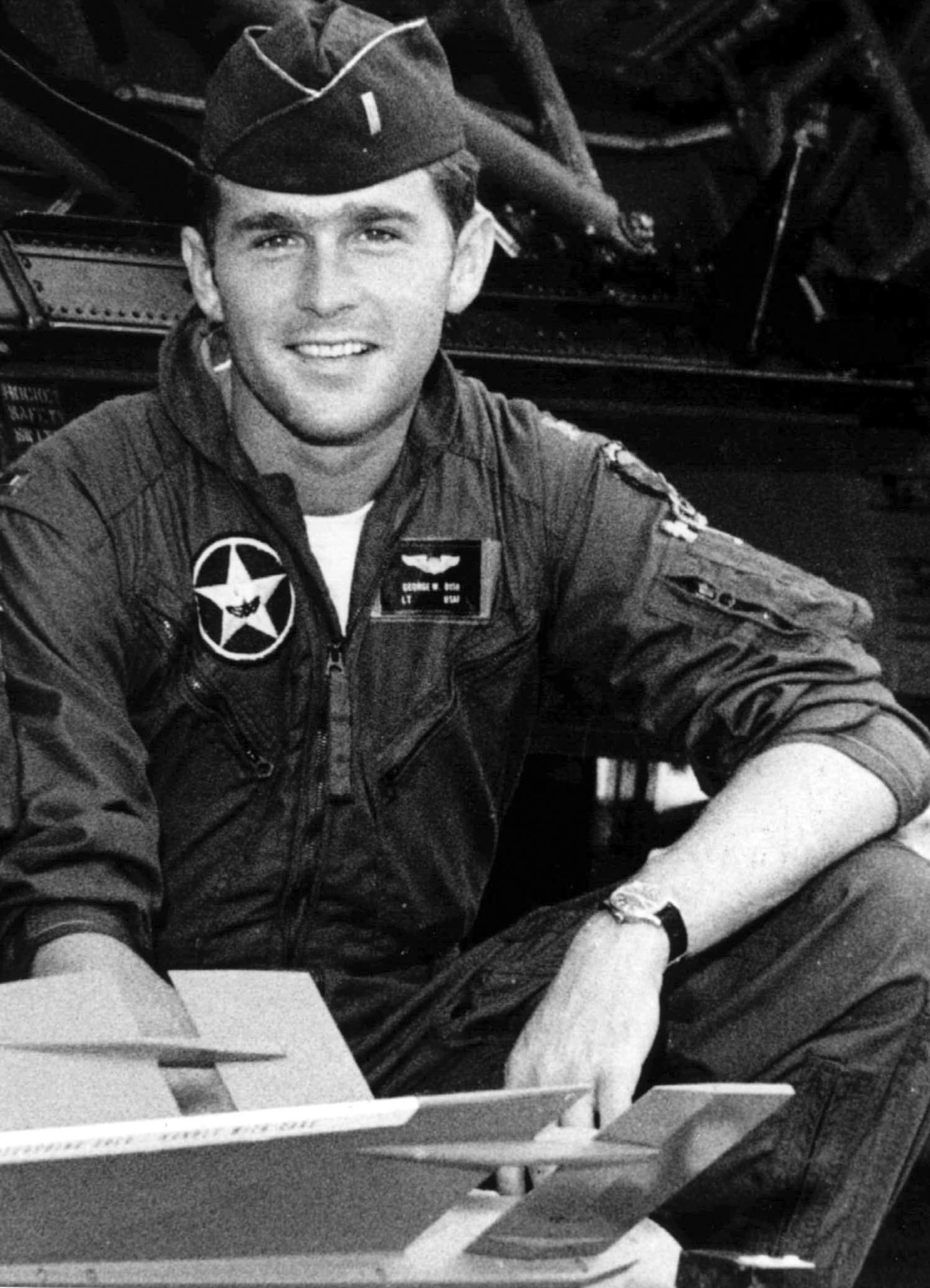
空軍州兵時代のジョージ・W・ブッシュ

1946年7月6日、コネチカット州ニューヘイブンで、ジョージ・H・W・ブッシュとバーバラ・ブッシュの長男として生まれた。ブッシュは4人の兄弟であるジェブ、ニール、マーヴィン、ドロシーとテキサス州のミッドランドとヒューストンで育てられた。もう1人の妹であるロビンは1953年に白血病によって3歳で死亡した。ブッシュの祖父であるプレスコット・ブッシュはコネチカット州選出の上院議員で、ブッシュの父であるジョージ・H・W・ブッシュは1989年1月20日から1993年1月20日まで41代目アメリカ合衆国大統領を務めた。
ブッシュはマサチューセッツ州アンドーバーでフィリップス・アカデミーに通った。そこで彼は野球をして、最終学年まで男子校のヘッド・チアリーダーだった。
父の先例にならってブッシュはイェール大学に通い、1968年には歴史学士号を取得した。大学時代は当初野球部で投手だったが、才能に限界を感じて3年からラグビー部へ移り、4年でレギュラーになった。
1968年5月に進行していたベトナム戦争の真っ只中にブッシュは適性検査の筆記試験で下から25番目の成績で、合格の最低点だったにも拘わらずテキサス空軍州兵に認められた。これは1度に1万人以上の空軍州兵人員（多くの戦闘機パイロット）がベトナムの作戦を支援するために招集されていた時期だった。訓練の後、彼はヒューストンで任務を任せられ、エリントン空軍基地からコンベアF-102を飛ばした。批評家はブッシュが彼の父親の政治的な地位のために軍務で有利に扱われ、正常な兵役では無かったと主張した。アメリカ国防総省は公式アーカイブに残っていたという、ブッシュのテキサス空軍州兵勤務記録の全てを公開した。1970年、ブッシュは難関のテキサス大学ロースクールに出願したが、不合格とされた。ブッシュは共和党の議会選挙活動に取り組むために、1972年にアラバマ空軍州兵へ転任し、1973年10月にハーバード・ビジネス・スクールに通うために、約8か月早くテキサス空軍州兵を退役して、6年間の兵役義務を終了した。
ブッシュはその時期に頻繁に飲酒していたことを認め、「無責任な青春の放浪期間」だったと発言した。1976年9月4日、ブッシュは30歳で家族の夏の別荘付近で飲酒運転容疑で逮捕された。彼は罪を認めて150ドルの罰金を科され、運転免許証を1978年までメイン州で停止された。

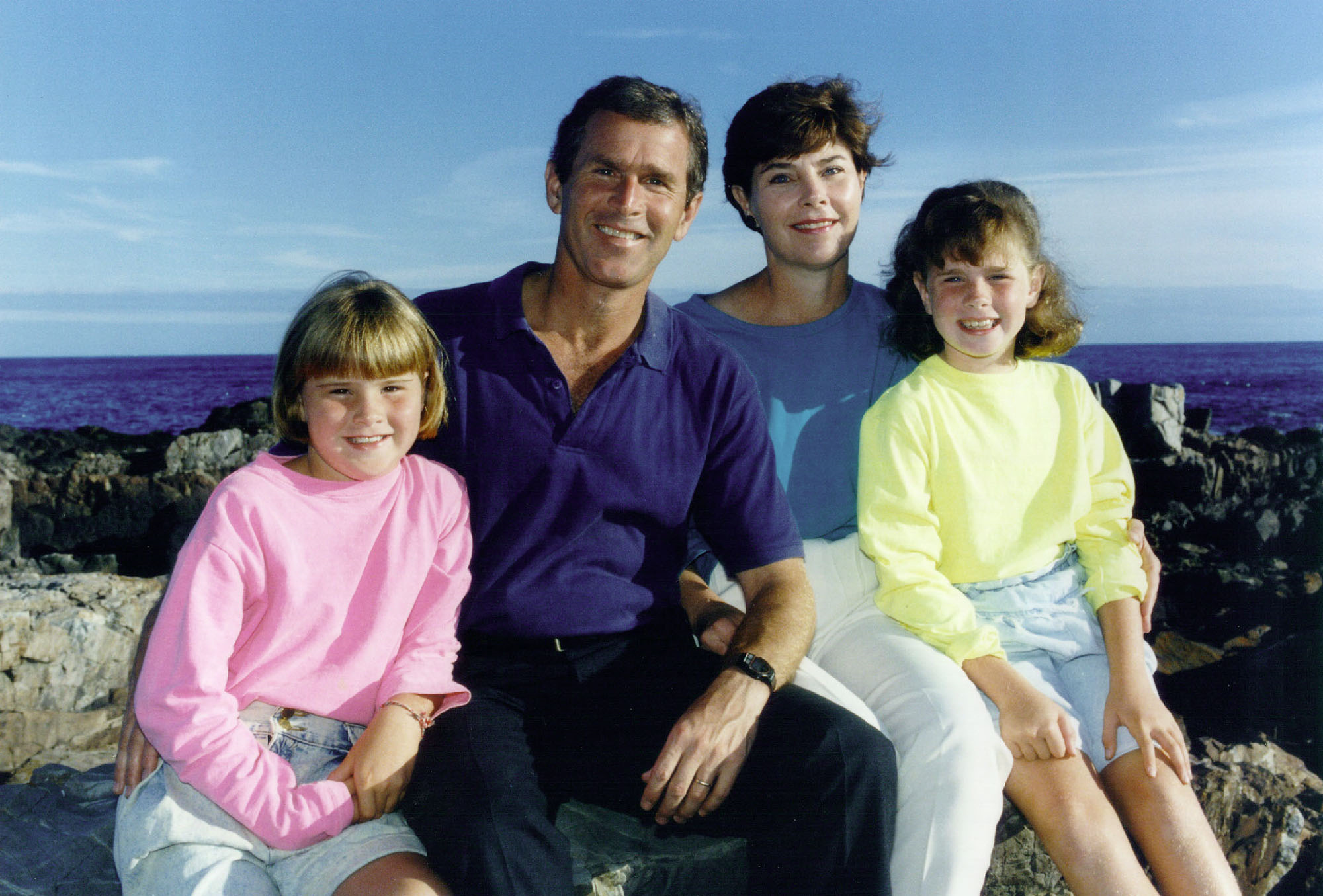
妻のローラと娘のジェンナ及びバーバラと。(1990年)

ハーバード大学でMBAを取得した後、ブッシュはテキサスの石油鉱業会社に入社した。1977年には友人から学校教師・司書のローラ・ウェルチを紹介された。彼らは結婚して、テキサス州ミッドランドに居住した。ブッシュは妻の合同メソジスト教会に入会するために、米国聖公会を脱会し宗旨替えを行った。
1978年、ブッシュはテキサス州の19下院議員選挙区から立候補した。しかし、地元と接触していなかったと批判した対立候補ケント・ハンスに敗れ、落選した。
その後ブッシュは石油企業に戻り、アーバスト・エネルギー、スペクタン・7、ハーケン・エネルギーなどの会社の社長・最高経営責任者となった。これらの事業は1980年代に産業と地域経済に影響を及ぼした石油価格の広範囲な低下により損害を受けた。さらに、ハーケンが関係したかもしれないインサイダー取引の疑惑が起こったが、証券取引委員会（SEC）の調査は、ブッシュの株式販売より前に容疑を正当化するインサイダー情報はないと結論付けた。
1981年、ブッシュは妻のローラとの間に双子の娘であるジェンナとバーバラをもうける。
1988年、ブッシュはワシントンD.C.で家族と父の大統領選挙活動に取り組んだ。選挙運動の後、1989年4月にブッシュはテキサス・レンジャーズの株を購入し、5年間無限責任組合員を務めた。この買収劇に父親の名前がプラスに働いたことをブッシュ自身が認めているが、オーナーとしては精力的に働き、前身球団を含めて1996年に初の地区優勝を果たすなど徐々に優勝できるようになっていたほか、新スタジアムの建設に尽力し、また、しばしばオーナー席ではなくスタジアムで一般客と並んで観戦して、サインを求められれば応じていた 。1998年にブッシュは最初に80万ドル投資したレンジャーズの株式を売却し、1500万ドルの利益を得た。

### テキサス州知事

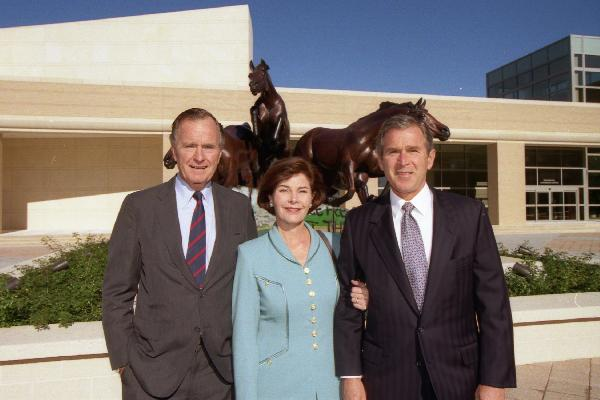
父のジョージ・H・W・ブッシュ、妻のローラ・ブッシュと（テキサス州知事時代・1997年11月6日）

ブッシュは1994年のテキサス州知事選挙に出馬を表明したが、これは弟のジェブ・ブッシュのフロリダ州知事選挙への出馬と同時である。共和党の予備選挙で大勝し、民主党の現職知事アン・リチャーズとの事実上の一騎討ちとなる。
ブッシュにはカレン・ヒューズ、ジョン・アルバー、カール・ローヴといった選挙参謀がついた。ブッシュの選挙運動に対して、リチャーズへの中傷であるとの批判も上がった。しかし公開討論での効果的な弁舌により、徐々にブッシュの人気は上昇した。結果11月8日の選挙において54パーセント対46パーセントの得票率で当選した。
州知事としてブッシュは、首尾良く不法行為改革のための法律を支援して教育資金の支出を増やして学校の教育水準を上げ、刑事制度改革を行った。ブッシュは152人の死刑を執行させたが、これはアメリカにおいて1人の州知事が執行させた死刑数としては最高記録である。ブッシュは20億ドルの歳入超過を減税に回したが、これはテキサス州における減税額の最高記録である。この減税により、ブッシュは企業活動を擁護する経済右派としての評価を確立した。また、教育改革では積極的差別是正措置を違憲とするホップウッド判決を受けて上位10パーセント法に署名し、フロリダで上位20パーセント法を進めていた弟のジェブ・ブッシュと軌を一にした。
ブッシュはまた教会などの宗教組織による教育・アルコール・薬物依存症対策・家庭内暴力対策活動への政府支出を行った。ブッシュは6月10日をテキサス州の「イエス（・キリスト）の日」と定め、この日には「支援を必要とする人々への奉仕をテキサス州民に要請する」とした。
1998年11月3日には69パーセントの得票で再選を果たす。同年に共和党大統領候補予備選挙への出馬を表明し、大統領選挙当選に伴って州知事は2期目途中で辞任（州知事就任期間：1995年1月17日 - 2000年12月21日）。

## 大統領

### 1期目

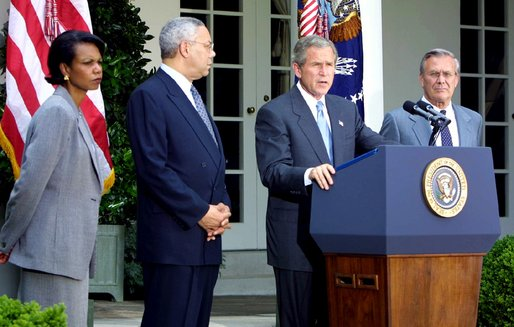
左からコンドリーザ・ライス、コリン・パウエル、ジョージ・W・ブッシュ、ドナルド・ラムズフェルド

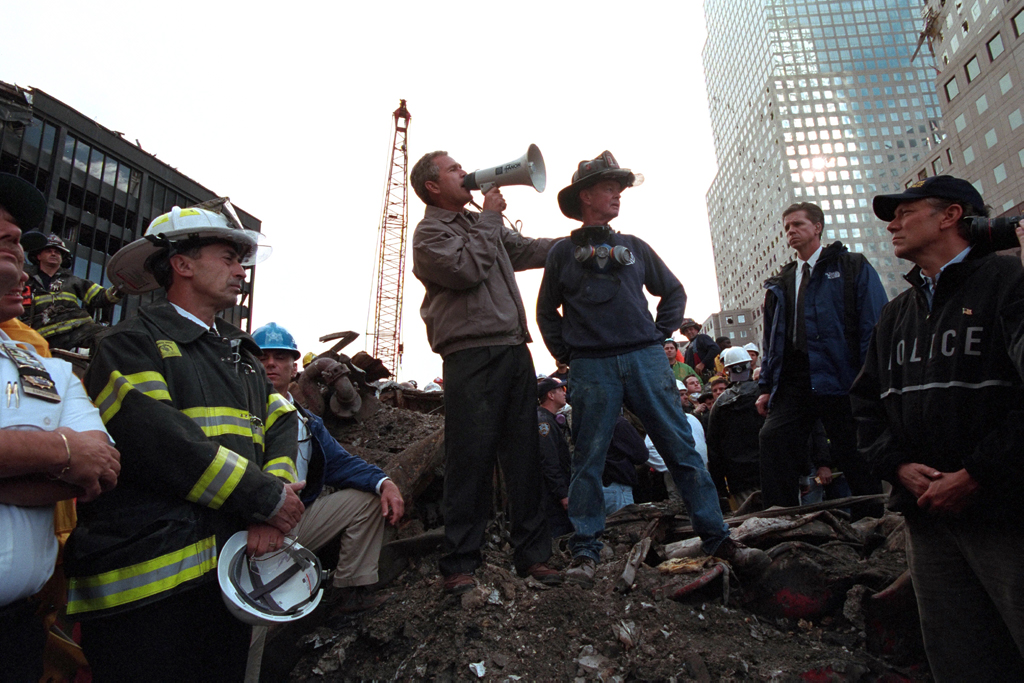
同時多発テロ発生から3日後にグラウンド・ゼロで演説を行うブッシュ

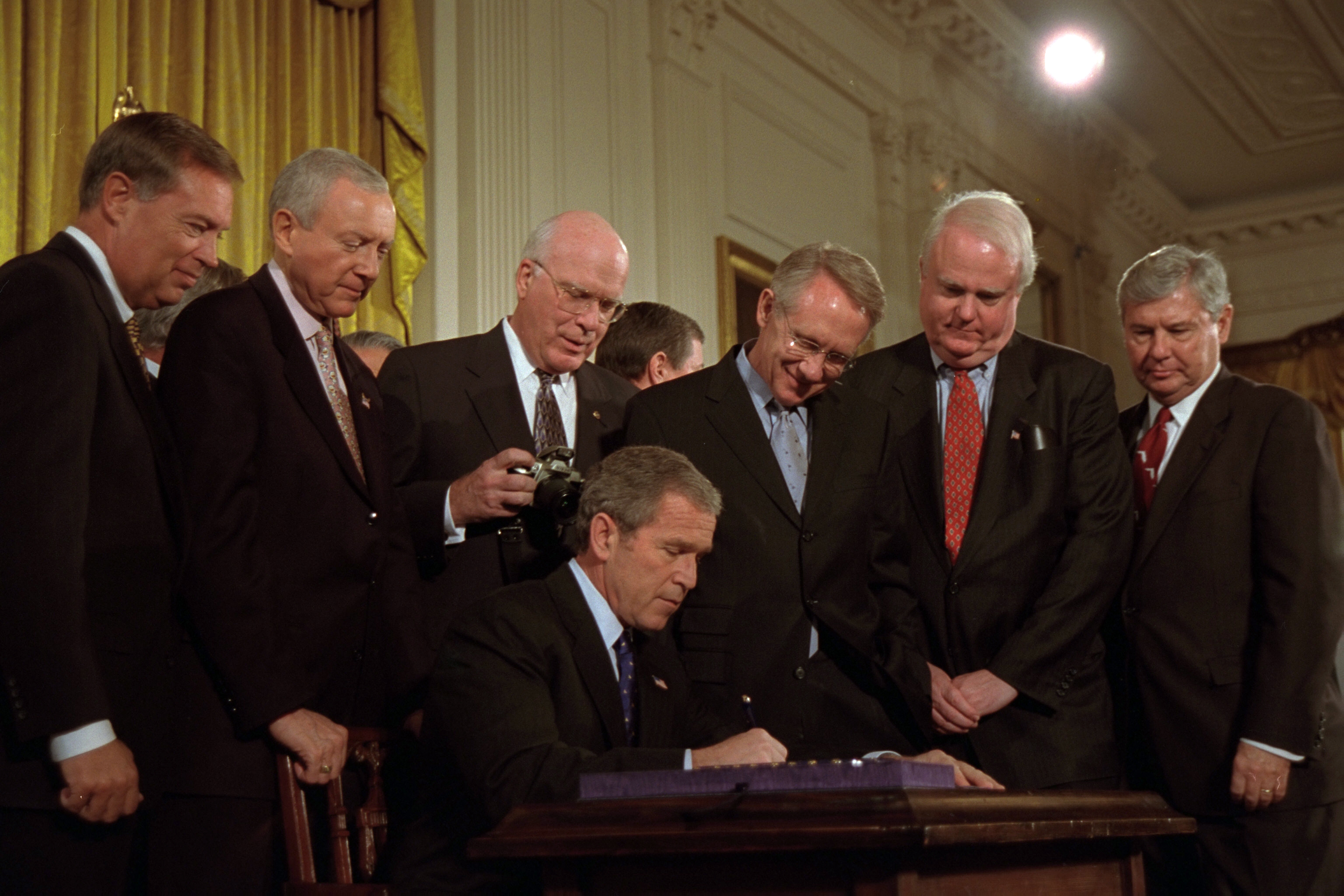
「愛国者法」にサインするブッシュ

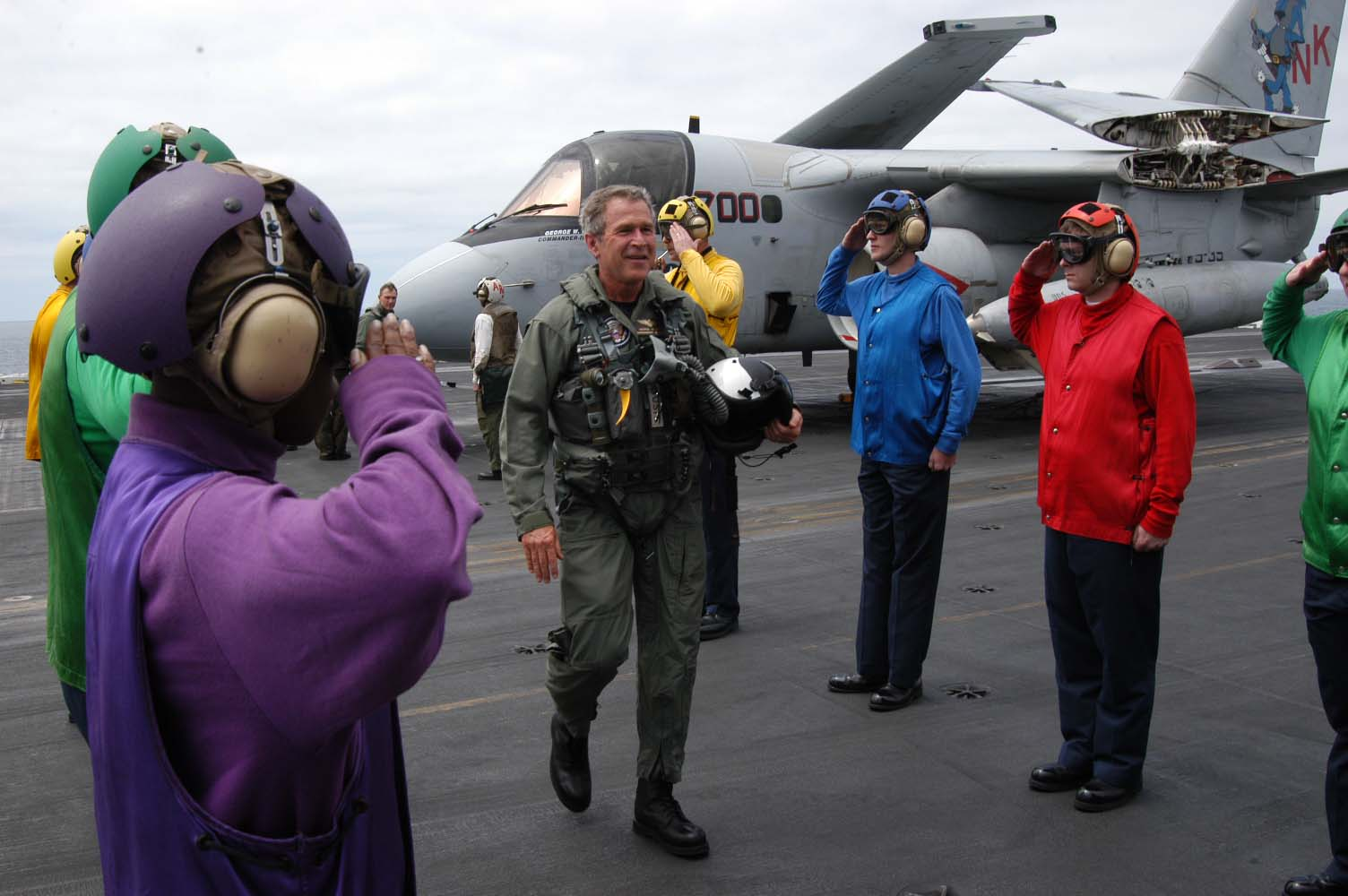
「大規模戦闘の終結宣言」を行うため空母に降り立ったブッシュ

大統領の1期目はほとんどを対外戦争に費やした。アメリカ史上最も接戦となった選挙戦であった2000年アメリカ合衆国大統領選挙に勝利し、2001年1月20日に第43代アメリカ合衆国大統領に就任した。民主党候補のアル・ゴアが、一般投票でブッシュの得票を50万票ほど上回っていたが、選挙人投票でブッシュが5票多く得票した。実弟であるジェブ・ブッシュが知事を務めるフロリダ州の一般得票でゴアをわずかに上回り、25人の選挙人を獲得したためである。しかし選挙終盤のフロリダ州における選挙の運営方法への問題点も指摘されゴア陣営が抗議するブッシュ対ゴア事件も発生、このため発足当初の国民支持率は低迷していた。
任期9か月目の9月11日、ニューヨークとワシントンD.C.で同時多発テロが発生。3日後の9月14日、世界貿易センタービル跡地（いわゆるグラウンド・ゼロ）を見舞い、救助作業に当たる消防隊員や警察官らを拡声器で激励してリーダーシップを発揮し、歴代トップだった湾岸戦争開戦時のジョージ・H・W・ブッシュの89パーセントをも上回る驚異的な支持率91パーセントを獲得した。18日にはテロを計画・承認・実行・支援したと大統領が判断した国家・組織・個人に対してあらゆる必要かつ適切な力を行使する権限を与えるとする合同決議が上院98対0、下院420対1で通る（これはグアンタナモ湾収容キャンプでの無期限の拘留の根拠となる）。12日に開かれた国際連合安全保障理事会と第56回国際連合総会ではアメリカに連帯、哀悼を表してテロへの対応を求める決議が満場一致で採択され、28日には安保理決議でテロ対策が全世界に義務化され、11月10日にニューヨークのルドルフ・ジュリアーニ市長とともに国際連合総会の演説で国際社会の支持に感謝してテロとの戦いを宣言した。また、炭疽菌小包によるバイオテロであるアメリカ炭疽菌事件も起き、同時テロとともに国内はパニック状態になった。
ブッシュ自身は、第三次世界大戦とも呼んだこの戦争は、10月7日にアフガニスタンへの侵攻によって開始され、世界各地で不朽の自由作戦が実行された。国際的なテロリズムとの戦いにも必要として国際的監視網も秘密裏に強化した。国内では、テロ対策に不可欠だとして「パトリオット法」（米国愛国者法）を制定し、本来アメリカの領土ではないとされる国連本部に対しても監視していたとする国連盗聴疑惑も起きた。アフガニスタン作戦は順調に進み、12月7日にはタリバーン政権は転覆し、同月に新政権を樹立させた。
2002年1月、一般教書演説において「悪の枢軸」発言を行った。これはイラク・イラン・北朝鮮を大量破壊兵器を開発保有するならず者国家と名指しで非難したものである。特にイラクに対しては武装解除問題を抱えていたので厳しい態度で臨み、国際連合の全面査察を4年ぶりに受け入れさせた。しかし武装解除が進まず、未だに大量破壊兵器を持ち続け、世界の脅威になっていると報告を受けたとし、それを世界に発信した。同年2月の2002年ソルトレークシティオリンピックでの開会式では、オリンピック憲章第58条3項の規定を無視して「誇り高く、優雅なこの国を代表して」と政治的な言葉を付け加え、物議を醸した。
2003年に入るといよいよイラクに対して強硬姿勢を採るようになる一方、石油食料交換プログラムでイラクと深い関係にあったフランス・ドイツ・ロシア・中国などは根拠が足りないとして、イラクへの制裁戦争に反対した。しかし、これらの反発を押し切る形で3月17日、ブッシュはサッダーム・フセインと側近に対して48時間以内の国外退去を求める最後通牒を発表。3月19日、最後通牒を無視したイラクに対し侵攻（イラク戦争）した。作戦は順調に進み、5月1日には「大規模戦闘の終結宣言」を行ったが、これについてイラク側との協定は無く、実際にはまだ戦時中であった。イラクは連合国暫定当局による占領統治を行い、徐々に民主化することとした。
7月11日にはアメリカ国民のブッシュへの支持率が同時多発テロ事件以来の最低水準である59パーセントに急落したことが判明（ABCテレビとワシントン・ポスト紙の共同世論調査による）したが、これは後に回復し、その後再度低下している。12月にはフセインの逮捕に成功し、裁判の準備も行われ、占領政策も順調に行われているように見えたが、実際はアメリカ軍を狙った攻撃や自爆テロが絶えず、死者は湾岸戦争の1000名を上回ることとなった。また、イラクが隠し持っていると主張していた大量破壊兵器が一向に見つからず、イラク戦争に対し国民は懐疑的になっていった。

### 2期目

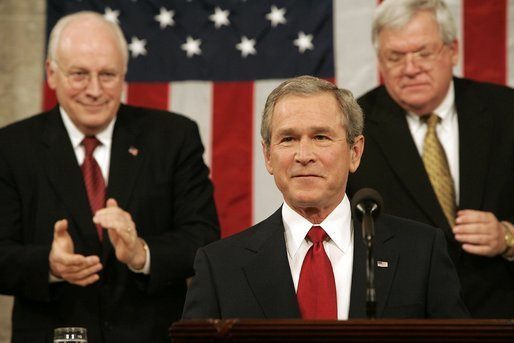
2期目における一般教書演説を行うブッシュ

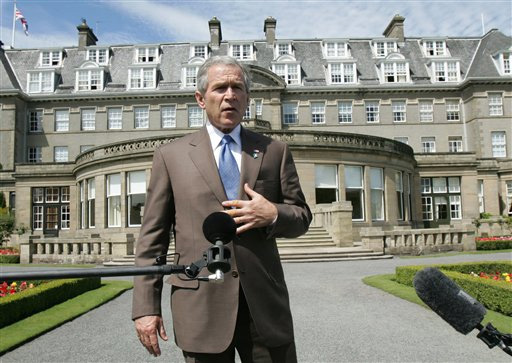
ロンドン同時爆破事件に関する声明を発表するブッシュ。（第31回主要国首脳会議の会場であるイギリスのグレンイーグルズホテルにて）

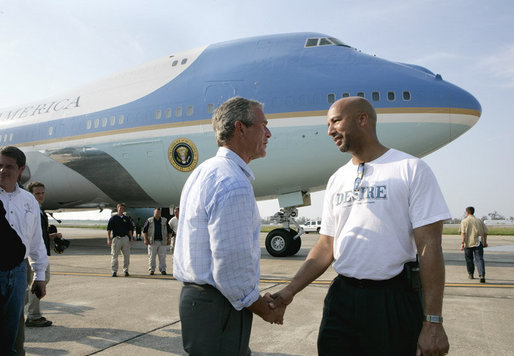
ハリケーンの被災地を訪れ、ニューオーリンズ市長と握手をするブッシュ

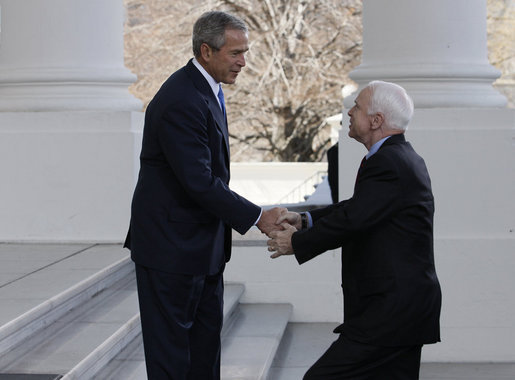
2008年アメリカ合衆国大統領選挙共和党候補のジョン・マケイン（右）と

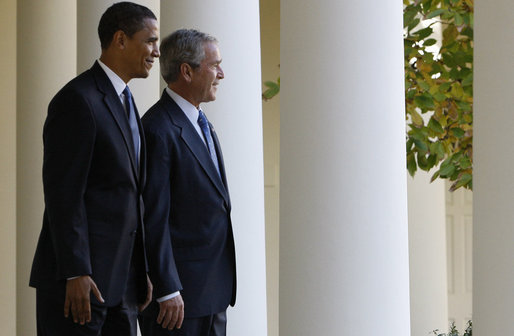
バラク・オバマ次期大統領（左）と

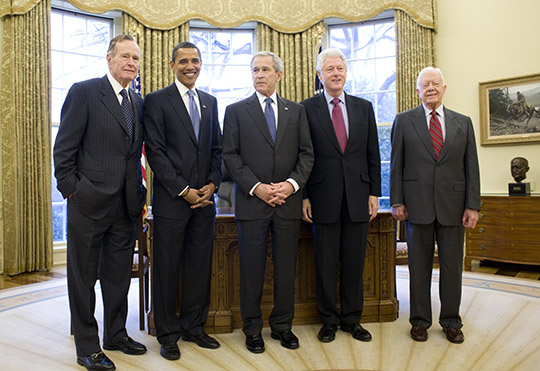
ホワイトハウス内で歴代大統領とともに立つブッシュ（左からジョージ・H・W・ブッシュ、バラク・オバマ、ブッシュ、ビル・クリントン、ジミー・カーター）

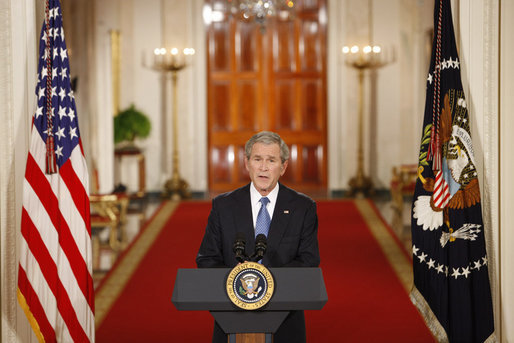
大統領として最後の演説を行うブッシュ

2004年、ブッシュは再選を目指し2004年アメリカ合衆国大統領選挙に立候補したが、都市部のリベラル層がブッシュ支持から離反し、同時多発テロ発生後やイラク戦争開戦時の党派を超えた高支持率は維持できず、特に選挙戦の終盤は対立候補の民主党上院議員のジョン・ケリーと支持率は拮抗しているとたびたび伝えられた。しかし最終的にはブッシュが1988年アメリカ合衆国大統領選挙以来となる過半数の51パーセントを得票し、選挙人もケリーを34人上回る286人を獲得し、再選を果たした。
2005年2月2日、2期目における一般教書演説を行った。外政に関しては各国との協調路線を取ると述べた。イラクの国民議会選挙を評価し、イランの核開発問題に対して強硬な姿勢を打ち出し、さらに、中東各国の和平・民主化・核開発を進めていることを明言している北朝鮮の核廃棄問題などを取りあげ、世界を自由にするという決意を述べた。
8月29日、ハリケーン・カトリーナによって災害として過去最大級の犠牲者を出す事態となったが、政府の予防の不十分さと対応の遅れが非難された。本来なら攻撃や災害から住民を守るべき州兵までイラクへ派兵されていることも大いに疑問視された。テロや戦争など有事には強いとされていたブッシュ政権が同様の危機管理であるはずの天災への対応には脆弱さを見せたこと・FEMAの国土安全保障省への編入による指揮系統の複雑化・過去に堤防の改築など被害を最小限に抑える対策が進言されていたにもかかわらず十分な災害予算を計上していなかったことが議会の民主党などから批判の対象となった。また、彼の母親であるバーバラ・ピアスが被災地を訪れた時のインタビューで「被災地に住む人は貧困層ばかりで、避難所に入れた方が恵まれている」と発言し、批判はさらに高まった。実際に被災者への支援は白人系の富裕層に偏っており、逃げ遅れて被害に遭った貧困層の救援は後回しで、衛生状態が悪い中で放置された。
さらに10月にはイラク戦争開始前にイラクの大量破壊兵器購入に懐疑的な見解を述べた、元駐ガボン大使のジョゼフ・ウィルソンの妻ヴァレリー・プレイムがCIAの工作員であると意図的に情報漏洩し、元大使の信頼性を落とそうと画策した事件に関し、副大統領チェイニーの首席補佐官ルイス・リビーが、事件の主導人物の隠蔽目的の偽証罪に問われ米連邦大陪審に起訴される（プレイム事件）。その後リビーは一審有罪判決を受け、さらに副大統領も情報漏洩の主導的関与を行った疑いが持たれた。
この影響で11月にニューズウィーク誌が実施した世論調査によれば、支持率は36パーセントにまで低下した。他の世論調査でも支持率が低下しており、ブッシュ政権は2期目の最初の1年目から試練に直面した。年末にブッシュはイラク開戦の重要な根拠となった大量破壊兵器の報告に誤りがあったと発表した。開戦以前からイラクの武装解除は順調に行われていたことがすでに明らかになっていたが、これを追認する形となった。しかしながらフセインの圧政からイラク人を解放したことを強調し、戦争の正当性を改めて訴えた。
2006年11月8日に行われた中間選挙ではイラク戦争に対する有権者の批判や同性愛のスキャンダルに加えて宗教保守派が大幅に離反したことなどから、与党共和党は民主党に大敗し連邦議会上下両院の多数派の座を奪われた。このため、ブッシュはイラク政策の責任者であったラムズフェルドが国防長官を辞任（事実上の更迭）させ、後任にロバート・ゲーツ（元CIA長官）を指名した。
その後も相次ぐ閣僚の不祥事や原油高による経済への不満などもあり支持率は低迷。2007年5月には支持率が最低の28パーセントとなったこともあって、報道官などのスタッフを入れ替えて人事の刷新を図った。
2007年3月には“老朽化した核弾頭の更新”を名目に、冷戦終結後初めての新型核弾頭設計に着手する事を表明。2012年を目途にSLBMへの配備を目指すとした。
2007年6月28日、事実上政権の“遺産”となると思われた共和党提出の『不法移民の在留資格獲得に道を開く移民制度改革法案』がアメリカ上院における採決で否決された。法案は、アメリカ=メキシコ国境の警備を強化する一方で、すでに入国した不法移民に罰金支払いや身元審査を条件に就労の合法化や永住権取得に道を開く包括的な改革であったが、共和党反対派が大々的なキャンペーンを行い、推進派からも内容の一部をめぐり反対の意見が出た。ブッシュは賛成を求めて電話で最後の説得にあたったが、「支持率が記録的に落ち込んだ彼の必死の懇願は実を結ばなかった」（アメリカ紙ワシントン・ポスト）という。
2008年2月18日には共和党の次期大統領候補に選出されたジョン・マケインの支持を公式に打ち出し、大統領選挙の事前投票でマケインに投票した。しかしブッシュの人気が余りにも低いために、ブッシュの正統な後継者を自任し多くの政策に賛同してきたマケインに「私はブッシュ大統領では無い」と言われ、応援演説の依頼も殆ど無かった。結果的にブッシュ政権との相違が見出せなかったマケインは民主党候補のバラク・オバマに大差で敗れた。
サブプライムローンに端を発した世界同時不況への対応策である「金融安定化法案」の採決では、9月29日に下院における共和党右派の反対もあって法案は否決されたが、修正法案が上院で可決された後10月3日に下院で可決され成立した。
2008年11月のCNNによる世論調査ではブッシュの不支持率が76パーセントに上り、ウォーターゲート事件で辞任したリチャード・ニクソンをも上回る史上最悪の不支持率を記録した。
2008年12月14日、退任間際のブッシュはイラクのヌーリー・マーリキー首相との共同会見中に取材していたイラク人記者のムンタゼル・ザイディー（Muntadhar al Zaidi）から履いていた左右の靴を投げつけられた。ブッシュは身をすくめてかわし、直後にザイディは取り押さえられた。同日の夜、イラクのニュース番組でこの映像が流れると、エジプトの民間衛星テレビ局の女性アナウンサーがこの記者を「英雄」と呼び、また数千人の市民が犯人の釈放を求めデモを起こした。当のブッシュは靴を投げつけられた直後「今の靴のサイズは10だったよ」と笑顔でジョークを飛ばす余裕を見せ、「私に靴が投げつけられたからといって、何だ?」「（イラクが）自由な社会になった証だ」と締めくくった。
2009年1月14日、ブッシュは「アメリカの真の友人であり、歴史的な挑戦に対して不屈の精神で対処した」としてトニー・ブレア（元イギリス首相）、ジョン・ハワード（元オーストラリア首相）、アルバロ・ウリベ（コロンビア大統領）の3人に大統領自由勲章を授与した。なお、小泉純一郎ら日本の政治家は選から漏れた。

2009年1月20日正午（ワシントンD.C.時間）をもって2期8年の任期満了で大統領を退任した。退任時の財政赤字は約1兆2000億ドルであった。

### 大統領退任後
大統領退任後はテキサス州ダラスの自宅やクロフォードの牧場に居住し、大統領図書館やシンクタンクの活動に従事している。ブッシュは1994年までダラスに居住していた縁があり、地元ではブッシュを歓迎するムードが広がっている。ダラスのホームセンターでは「ブッシュ前大統領殿 ようこそお戻りになりました!」との書き出しで始まる「お客様係募集」求人広告をジョークで掲載し、「時間に融通の利く、非常勤。ご自宅からも近距離で、一日体験も可能です」とメリットを列挙したうえで「何年にも亘る外国要人との会談を通して、社交術を磨き上げてきたあなたが、このポジションの優れた候補者だと確信しています」と呼びかけた。なお、広告掲載後、当該の店にはブッシュ本人が「仕事を探しているんだ」と突然来店し、店長に対して入社を丁重に辞退したうえで買い物をするというジョークで応じたため、居合わせた客らから喝采を浴びた。
また、「歴代支持率ワースト1の大統領」である彼の伝記映画『ブッシュ』が公開された。監督のオリバー・ストーンは、映画を作る目的は「あくまでブッシュの品格を落としたり、傷つけようとしているのではない」としており、「彼の言葉を喋らせること、イラク戦争に対する彼の判断は、彼という人物やその個人史と相関関係にある。それを示そうとした。」とコメントしている。
2009年11月上旬に大統領退任後の初来日を行い、かつての盟友である小泉純一郎元首相と再会したほか、東京ドームで行われた日本シリーズの始球式に参加した。
2010年11月9日に大統領在任中に下した様々な決断を振り返った回顧録『決断のとき』（原題: Decision Points, 日本では2011年4月23日に日本経済新聞出版社より刊行）が出版された。回顧録は自身の飲酒運転トラブルやイラク戦争の決断も詳しく語られた内容となっている。しかし、本書に関して他の著作本からの剽窃・盗作の疑惑が報じられている。
2011年4月より、日本経済新聞で連載されている自身の半生を綴った『私の履歴書』の執筆を担当し、原稿料は全額東日本大震災による震災孤児を支援するため、あしなが育英会に寄付した。
2013年4月、テキサス州ユニバーシティーパークのサザン・メソジスト大学に、大統領図書館「ジョージ・W・ブッシュ大統領センター」の開館式が行われ、ジョージ・W・ブッシュ本人と父のジョージ・H・W・ブッシュ、ビル・クリントン、ジミー・カーター、バラク・オバマと、大統領および存命の大統領経験者が揃った。同月に行われたジョージ・W・ブッシュの評価についての世論調査では、大統領就任時の教育や医療制度改革が見直され、退任時よりも評価は上昇の傾向にある。
2016年2月15日、2016年アメリカ合衆国大統領選挙で苦戦する弟のジェブ・ブッシュ元フロリダ州知事の集会に現れ、「米国民が怒り、不満を抱えているのは理解する。しかし、我々の怒りや不満をそのまま映し、あおる人物はオーバルオフィス（米大統領執務室）には要らない」と共和党指名争いでトップを独走する実業家のドナルド・トランプを批判した。
2022年5月18日、テキサス州ダラスにおける演説でロシアのウクライナ侵攻に対してウラジーミル・プーチンを批判しようとするも、「ロシアではチェック・アンド・バランス（抑制と均衡）の欠如が生じ、一人の男が全く不当で残忍なイラク侵略を開始することになった」と発言。その後、首を振りながら「ウクライナのことだ」と言い直し、歳のせいで間違えたと聴衆を笑わせる一幕があった。
2025年1月13日、アメリカ合衆国大統領のジョー・バイデンは今後建造される海軍の航空母艦がジョージ・W・ブッシュと命名されることを発表した。

## 政権

### 政権スタッフ
| 職名             | 氏名                                 | 任期                   |
| ---------------- | ------------------------------------ | ---------------------- |
| 大統領           | ジョージ・W・ブッシュ                | 2001 - 2009            |
| 副大統領         | ディック・チェイニー                 | 2001 - 2009            |
| 大統領顧問団     |                                      |                        |
| 国務長官         | コリン・パウエル                     | 2001 - 2005            |
| 国務長官         | コンドリーザ・ライス                 | 2005 - 2009            |
| 国防長官         | ドナルド・ラムズフェルド             | 2001 - 2006            |
| 国防長官         | ロバート・ゲーツ                     | 2006 -（次政権に留任） |
| 財務長官         | ポール・オニール                     | 2001 - 2003            |
| 財務長官         | ジョン・スノー                       | 2003 - 2006            |
| 財務長官         | ヘンリー・ポールソン                 | 2006 - 2009            |
| 司法長官         | ジョン・アシュクロフト               | 2001 - 2005            |
| 司法長官         | アルバート・ゴンザレス               | 2005 - 2007            |
| 司法長官         | マイケル・ミュケイジー               | 2007 - 2009            |
| 内務長官         | ゲイル・A・ノートン                  | 2001 - 2006            |
| 内務長官         | ダーク・A・ケンプスロン              | 2006 - 2009            |
| 農務長官         | アン・ヴェネマン                     | 2001 - 2005            |
| 農務長官         | マイク・ジョハンズ                   | 2005 - 2007            |
| 農務長官         | チャールズ・F・コナー                | 2007 - 2008（代理）    |
| 農務長官         | エドワード・トマス・シェーファー     | 2008 - 2009            |
| 商務長官         | ドナルド・L・エヴァンズ              | 2001 - 2005            |
| 商務長官         | カルロス・M・グティエレス            | 2005 - 2009            |
| 労働長官         | イレーン・チャオ                     | 2001 - 2009            |
| 保健福祉長官     | トミー・ジョージ・トンプソン         | 2001 - 2005            |
| 保健福祉長官     | マイケル・オーカーランド・レヴィット | 2005 - 2009            |
| 住宅都市開発長官 | メル・R・マルチネス                  | 2001 - 2003            |
| 住宅都市開発長官 | アルフォンソ・R・ジャクソン          | 2004 - 2008            |
| 住宅都市開発長官 | スティーヴン・クライド・プレストン   | 2008 - 2009            |
| 運輸長官         | ノーマン・ミネタ                     | 2001 - 2006            |
| 運輸長官         | マリア・シノ                         | 2006 （代理）          |
| 運輸長官         | メアリー・ピーターズ                 | 2006 - 2009            |
| エネルギー長官   | E・スペンサー・エイブラハム          | 2001 - 2005            |
| エネルギー長官   | サミュエル・W・ボドマン              | 2005 - 2009            |
| 教育長官         | ロデリック・レイナー・ペイジ         | 2001 - 2005            |
| 教育長官         | マーガレット・スペリングス           | 2005 - 2009            |
| 退役軍人長官     | アンソニー・J・プリンシピ            | 2001 - 2005            |
| 退役軍人長官     | R・ジェームズ・ニコルソン            | 2005 - 2007            |
| 退役軍人長官     | ゴードン・H・マンスフィールド        | 2007 （代理）          |
| 退役軍人長官     | ジェームズ・B・ピーク                | 2007 - 2009            |
| 国土安全保障長官 | トム・リッジ                         | 2003 - 2005            |
| 国土安全保障長官 | ジェームズ・M・ロイ                  | 2005 （代理）          |
| 国土安全保障長官 | マイケル・チャートフ                 | 2005 - 2009            |

ブッシュ政権の外交政策は、ネオコンと称される閣僚が要職を多く占め、さらにキリスト教右派を支持母体にしているため、中東の原油をめぐる利権の追求、それに伴うアフガニスタンやイラク侵攻などに関して、対外的な武力行使も辞さないアメリカの覇権を追求する単独行動主義（ユニラテラリズム）が顕著であり、第十次十字軍と諷刺されることもあった。
このようなタカ派ともとれる姿勢は、アフガニスタン侵攻、イラク戦争など戦時のたびに、ブッシュ大統領本人のみならず、閣僚・政権関係者が所有・関係する企業（軍産複合体）などに莫大な経済的利益をもたらす構造が度々指摘された。

### 政策
経済政策は個人の所有権を尊重するオーナーシップ・ソサエティを目標に掲げ、この持家政策は住宅バブルを引き起こして後のサブプライム住宅ローン危機の原因となる。また、サプライサイド経済学に基づいたいわゆるブッシュ減税（小切手送付などによる）、ベン・バーナンキをアラン・グリーンスパンの後任に起用したマネタリズム的な金融政策、自由貿易（グローバリゼーション）推進など新保守主義・新自由主義的政策、「小さな政府」の方針と重なるところも多い。しかし、クリントン政権が大きな財政黒字だったのに対し、ブッシュ政権は2つの大きな戦争への参加や警察力を強化するテロ対策などで膨大な支出を治安面や軍事面で生じさせたため（夜警国家）、2004年には史上最大の4130億ドルもの財政赤字に苦しんでいる。ブッシュ自身は、かかる自らの政策を「思いやりのある保守主義」(Compassionate Conservatism)と称している。
外交面では政権内のネオコンと呼ばれる人々によって特徴付けられ、「世界の警察」（Globocop）と呼ばれる「世界最強の軍事力」たる唯一の超大国アメリカを積極的に他国に介入させ、自由民主主義で世界の一極化を目指すタカ派戦略を採り、イラク戦争やアフガニスタン侵攻を引き起こした。これらの戦争は後継の大統領であるオバマ、トランプ政権などでも継続されることになる。
ブッシュを支持する共和党支持者の中にはキリスト教福音派の原理主義者が多く含まれ、ブッシュは彼らの倫理観やインテリジェント・デザインなどの理論に理解を示してきた。旧知のハリエット・マイヤーズを合衆国最高裁判所の判事に指名した際、マイヤーズが弁護士時代に中絶に関する質問に対して曖昧な答えを残していたことなどから反発を受け、断念せざるを得なくなるという事例もあった。
他に話題を呼んだ政策として、次のようなものが挙げられる。
- 造血幹細胞の研究をめぐる決定
- 法人税減税
- 京都議定書からの離脱
- 国土安全保障省の創設
- 情報機関による令状なき通信盗聴の容認[注釈 3]。
- 国際刑事裁判所の拒否
- “脱石油依存対策”の為のバイオエネルギー導入やシェールガス開発のための水圧破砕法への支援
- 「州児童医療保険事業（SCHIP）」延長法案への反対

#### 地球温暖化
ブッシュ政権は地球温暖化問題への取り組み（温室効果ガスの排出削減対策）に消極的だと言われる。科学誌ネイチャーによると、ハリケーン被害が増大している一因は温暖化であるとする内容の報告書を米国海洋大気局が発表しようとした際、ブッシュ政権からの圧力によって阻止されてしまったという。
また2005年には、京都議定書を離脱している。

## 外交

イラク駐留が長期化するにしたがい、低下に歯止めがかからなくなった支持率（ギャラップ／『USAトゥディ』による世論調査、青：支持する、赤：支持しない、緑：どちらでもない）

「盟友」のブレア首相と

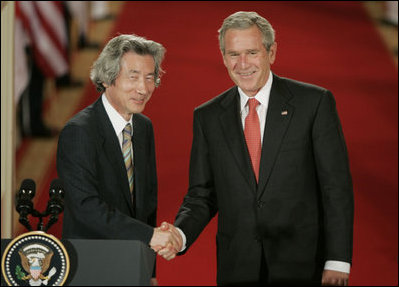
ホワイトハウスにて「友人」の小泉純一郎と（2006年6月29日）

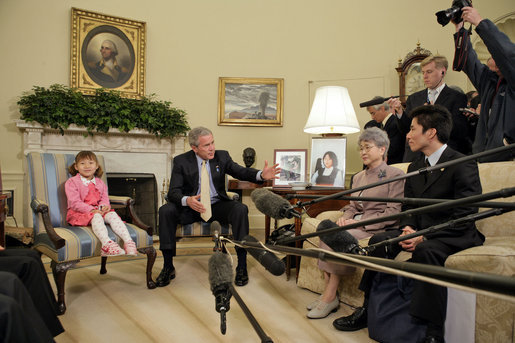
朝鮮民主主義人民共和国（北朝鮮）に拉致された横田めぐみの家族と脱北者の少女と会見するブッシュ

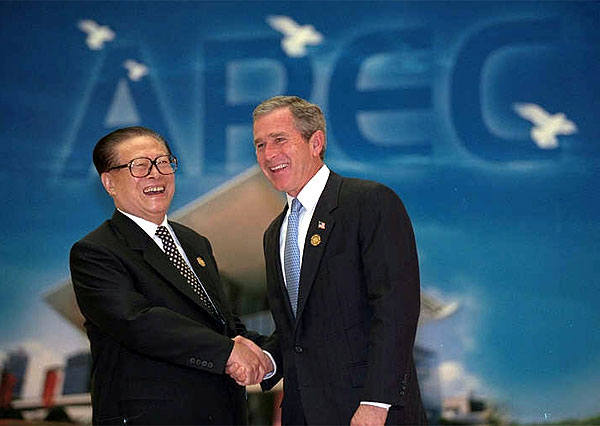
江沢民中国共産党総書記（左）と

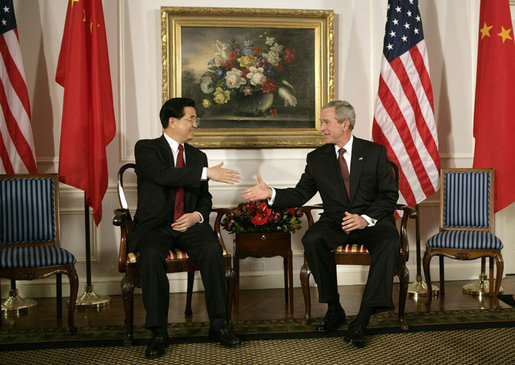
中国の胡錦濤総書記（左）

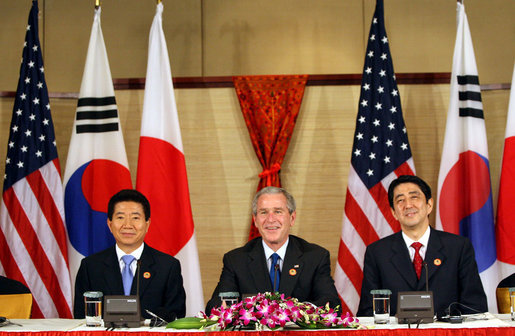
2006年のAPEC首脳会議時の日米韓3か国会議にて、ジョージ・W・ブッシュ、内閣総理大臣安倍晋三（右）、大韓民国大統領盧武鉉（左）と（役職はいずれも当時）

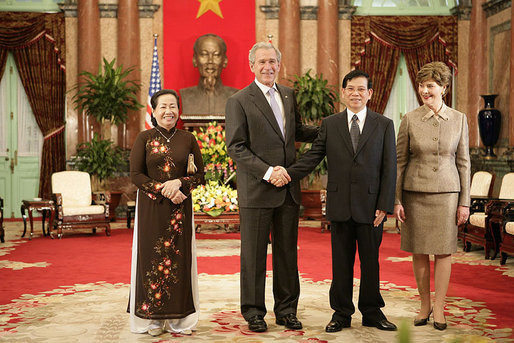
グエン・ミン・チェット国家主席とジョージ・W・ブッシュの握手

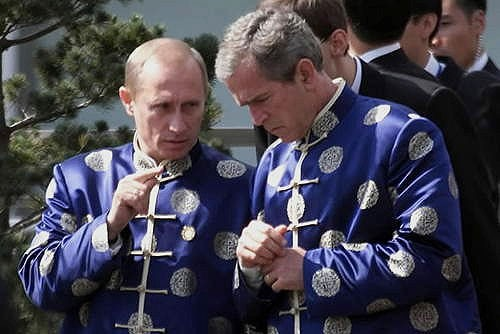
ロシアの大統領プーチン（左）と

イラク戦争
ブッシュ政権はイラクが国際原子力機関 (IAEA) の査察に全面的に協力しないこと、生物兵器や化学兵器も含め大量破壊兵器を隠し持っていることなどを強く主張し続けた（イラク武装解除問題）。先制攻撃も辞さないこと、軍事行動を肯定する国際連合安全保障理事会による決議は「望ましいけれども必要ではない」ことなどを主張し、2003年3月17日（アメリカ現地時間）国際法に則り「48時間以内にサッダーム・フセインとその息子がイラクを去らなければ軍事行動を行う」という最後通告を行ったが、フセインは黙殺した。
しかし、開戦の根拠とされた大量破壊兵器はその後発見されずイラク戦争の正当性が根底から揺らぐ事態になった。後に、まったくの事実無根であることが判明し「私の政権の期間中、最も遺憾だったのが、イラクの大量破壊兵器に関する情報活動の失敗だった」と釈明することとなった。ブッシュ政権はその後、開戦の理由を「イラクのフセイン政権がアルカーイダを始めテロリストを支援している」と説明し、「同時多発テロの実行犯モハメド・アタとイラクの諜報部員が接触していた」と主張したが、独立調査委員会は「会合の存在自体が無かった」とする見解を示している。

イギリスの歴史家のポール・ケネディは読売新聞紙上に載せたコラムで、第二次世界大戦の二人の指導者、フランクリン・ルーズベルトが小児マヒでありながら国外の戦略会議に3回出席したことやポツダム宣言で果たした役割、さらにウィンストン・チャーチルが主要な戦場に何回も足を運んだことを指摘し、一方のブッシュが開戦から5年の間にイラクに訪問したのはいずれも数時間足らずで合計するとイラクに居たのは一日にも満たないと両者を対比しながら述べている。またブッシュは石油の利権を手に入れた事でそのあがりとなる、ブッシュ大統領の要請から17億ドル減額したものの186億ドル（約2兆460億円）のイラク復興支援の予算案を議会は可決した。
ブッシュは「イラク撤退はベトナムの二の舞いになる。アメリカ軍撤退はアメリカの信頼性を傷つけ、テロリストを勢いづかせる」と主張した。
しかし復興支援を出しても絶えない宗派対立で、毎日60人近くの死者が出るような自爆テロと、それをアメリカ軍とイラク軍が発砲し、イラク戦争の死者は10万人まで増加してしまい、結局イラク国民の間に根深いアメリカへの敵対感情を残し、靴投げ事件の際には、犯人の男に対する同情や駐留アメリカ軍に対する抗議の声が民衆から聞かれた。
ブッシュがフセインを打倒した事により、これまでフセイン政権に怯えていたシーア派とスンナ派とクルド人が石油の利権また政権争いのために対立が激化してしまい、皮肉にもフセインの恐怖政治が宗派・民族対立を押さえ込んでいたことが明白になった。トルコのアブドゥラー・ギュル首相はイラク戦争は泥沼化すると予想しており、イラクを『パンドラの箱』と揶揄していた。ブッシュ退任後は都市部から撤退した米軍の復帰を求める声すら聞かれている。イラク侵攻でブッシュの支持率は低下したと言われているものの、クリントン政権時代でもイラクを敵視し空爆をしており、結局フセインはブッシュだけでなくクリントンからも敵視されていた。
ブッシュは石油の利権を狙うためにイラクへ侵略したと酷評されているが、伝記映画『ブッシュ』でも、ブッシュが石油の利権を狙う様子が描かれており、父ブッシュが打倒出来なかったフセインに石油の利権を持たれている事が痛恨であるように描かれている。
日本
2002年に来日したことがある。
小泉純一郎の首相在任中には個人的な繋がりをアピールし、「ジョージ」、「純一郎」と呼び合うほどの仲であった。2006年6月に小泉がアメリカを訪問した際には、ワシントンD.C.から小泉がファンであるエルヴィス・プレスリーの自宅兼博物館のあるメンフィスまでエアフォースワンで同乗し、プレスリーの自宅を自分の妻とプレスリーの元妻とその娘との4人で案内するなどした。
その一方で在日アメリカ軍再編やアメリカ産牛肉の輸入問題などで日米両政府の見解が一致しない政策もある。また、後半には核施設の無力化のみを条件に北朝鮮に対して妥協するなど、拉致問題で対北朝鮮強硬姿勢を取る日本との歩調のズレが目立った。
アメリカの歴代政権は同盟国である日本の常任理事国入り自体には積極的な支援を表明してきたものの、2005年7月に入って日本が安全保障理事会常任理事国入りの手段とするG4案への「ノー」を断固として表明した。日本だけでなくドイツ・ブラジル・インドが安全保障理事会常任理事国になるというG4案は安保理全体の大幅拡大が前提であり、ドイツのゲアハルト・シュレーダー政権がイラク問題その他で一貫してアメリカの方針に反対してきたためか、アメリカはG4案には正面から反対した。
2007年8月、アメリカ中西部ミズーリ州のカンザスシティで行った演説において、「敵は自由を嫌い、アメリカや西ヨーロッパ諸国が自分たちを蔑んでいることに怒りを抱き、大虐殺を産み出した自殺的な攻撃を繰り広げました。どこかで聞いた話のようですが、私が述べる敵とは、アルカーイダではなく、9.11テロでもなく、ウサーマ・ビン・ラーディンでもなく、パールハーバー（真珠湾）を攻撃した1940年代の大日本帝国の軍隊のことです」。第二次世界大戦前の日本について「民主主義は日本では決して機能せず、日本人もそう思っているといわれてきたし、実際に多くの日本人も同じことを信じていました。民主主義は機能しないと」、「日本の国教である「神道」があまりに狂信的で、天皇に根ざしていることから、民主主義は日本では成功し得ないという批判もあった」と述べている。
2009年1月14日、退任直前にブッシュは盟友としてトニー・ブレアらに大統領自由勲章を授与したが、日本の政治家には贈られていない。大統領退任後の2009年11月3日に日本シリーズ第3戦（巨人対日本ハム）で巨人の黒のジャンパーを着て笑顔で1球を投じた。小泉純一郎元首相、ジョン・ルース駐日米大使、前駐アメリカ合衆国大使の加藤良三コミッショナー、王貞治コミッショナー特別顧問らと観戦した。
なお歴代アメリカ合衆国大統領で、初めて来日した1974年11月のジェラルド・R・フォード以降前大統領のバラク・オバマまでの間、国賓としての来日が無かった唯一の大統領である。
中華人民共和国
政権初期は中華人民共和国を「戦略的競争相手」とみなし、2001年4月に南シナ海で発生したアメリカ海軍偵察機と中国人民解放軍機との接触事故では、「アメリカ側に責任は無い」とするなど対立姿勢を強めたが、911テロ直後に江沢民がブッシュに電話したことを契機に協調に向かい、翌月に9.11テロ後の初外遊で中国を訪れたブッシュを迎え入れた江沢民は上海APECの議長国としてテロとの戦いを呼びかける各国首脳との共同声明をまとめた。中国からはアフガニスタン復興への1億5000万米ドルもの資金援助や対テロ戦争を支える国連決議でも支持を得て、ブッシュは中国を「責任ある利害共有者」とみなすようになり、中華人民共和国の世界貿易機関加盟も受け入れた。しかし、イラク戦争ではフセイン政権と友好関係にあった中国との利害対立が目立った。なお同国への公式訪問を全任期中4回行ったことから、「対中関係を憂慮、重視していた」という意見がある（なお両国の首脳会談は相互の公式訪問時以外は行われていない）。
ブッシュ政権下のアメリカは財政赤字と共に対中貿易赤字も増え続けた（双子の赤字）。世界金融危機でアメリカ国債増発の必要に迫られたアメリカのヘンリー・ポールソン財務長官による王岐山国務院副総理への要請で中国は大量にアメリカ国債を引受し、北京五輪が開催された2008年8月には米国の同盟国である日本を超えて世界最大のアメリカ国債保有国となった。2008年北京オリンピックの開会式には米中連絡事務所所長時代から中国とパイプを持つ父のジョージ・H・W・ブッシュとともに親子揃って出席した。
米中関係は経済では密接なのに対して人権問題では火花を散らしており、ブッシュ政権ではそのような関係が顕著となるような事例が見られた。例えばブッシュは中華人民共和国に高度な自治権を求めて拘留されたラビア・カーディルの釈放に圧力をかけて後に会談して、同様に高度な自治権を求めるダライ・ラマ14世また中華人民共和国の民主活動家をホワイトハウスに招待している。また、中国共産党政府と対立を続ける法輪功弾圧に対しても厳しく、人権を侵害する外国人を追跡する権限を司法部に与え「酷刑犯罪者の米国入国禁止法案」を署名しており、任期末期に訪問先の韓国とタイで中華人民共和国の人権侵害を批判し、中華人民共和国外交部スポークスマンの秦剛は「人権と宗教などの問題で他国の内政を干渉する言葉や行動に強く反対する」と反論した。
ブッシュは2001年当時の江沢民にすり寄り、ウイグルにおける人権弾圧問題を「テロ撲滅のための運動」と位置付けている江沢民の行動を是認し、その代わりにブッシュ政権によるアフガン侵攻とイラク攻撃を、黙認するという「悪魔の契約」を結んでいる。それは中国経済を押し上げる要因の一つとなり、結果、中国経済はGDPにおいて2010年には日本を抜いて世界第二位にのし上がった。
韓国
2001年の米韓首脳会談では当時の大統領金大中を「この人」と呼び、韓国人の間で話題となった。2002年の在韓米軍による議政府米軍装甲車女子中学生轢死事件では、電話を通じて韓国政府に謝罪するが反米感情の高まりを抑えることはできなかった。後継の盧武鉉政権とは、反米色が強かったため次第に関係は悪化した（ただし、イラク戦争に際して韓国は軍を派遣している）。2008年の李明博政権以降は親米・反北路線となり、関係は修復した。大統領退任後には韓国に訪問した。
北朝鮮
大統領就任前のブッシュは北朝鮮問題に関心も知識も乏しかった。2000年6月の大統領候補時代に、友人であるサウジアラビアのバンダル・ビン・スルターン王子と会談した際、「なぜ自分が北朝鮮のことを心配しなければならないのか?」とこぼして、王子に「北朝鮮の国境付近には3万8,000人のアメリカ兵が駐留しているため、北朝鮮が国境を越えて侵攻すればおそらく1万5000人が戦死して、合衆国は途端に戦争へ突入するからです」と諭されている。就任後はクリントン政権の宥和策に反対してきた共和党の姿勢に沿って、「悪の枢軸」として批判を行うなど強硬姿勢を取っている。日本人拉致問題についても、2006年にアメリカを訪問した横田夫妻ら被害者家族との面会時に断固たる姿勢で望む事を表明していた。
しかし、北朝鮮の核実験実施や他の外交政策の不振から、「核施設の無能力化を進めれば、拉致問題の進展とは関係なく、テロ支援国家指定を解除する」との立場を北朝鮮に伝えていたことが明らかになっている。北朝鮮の友好国である中華人民共和国はイラク戦争開戦による衝撃から仲介に乗り出して六カ国協議が始まり、核兵器の放棄が合意された。2007年2月13日の六カ国協議での合意に基づき、2008年6月の北朝鮮の寧辺核施設の爆破パフォーマンスや核開発計画申告などを受けて指定解除の手続きを開始、拉致問題については引き続き解決への協力姿勢を表明しているものの、被害者家族からは先の面会時からの豹変振りに「裏切られた」と失望の声が挙がっていた。
だが、土壇場の8月11日に「しっかりとした（核施設の）検証体制を示さない」ことを理由に北朝鮮のテロ支援国家指定解除の発令に対する署名を拒否した。そもそも6月26日の指定解除手続きに関する発表では、同時に北朝鮮および北朝鮮の国民に関する確定的な(移動)制限を継続することについての大統領令（Executive Order:Continuing Certain Restrictions with Respect to North Korea and North Korean Nationals）も発表しており、この時点で北朝鮮による手続きが履行されても不履行であっても、対北朝鮮制裁を解除する意志がなかったことが、この大統領令の存在から明らかになっている。オバマ政権に交代後の2009年4月に北朝鮮は核兵器開発の再開と六カ国協議からの離脱を表明することとなった。
2005年には脱北者の姜哲煥をホワイトハウスに招待している。
チベット
ダライ・ラマ14世をホワイトハウスに招待するほど親密であり、ダライ・ラマ14世がアメリカ議会から議会名誉黄金勲章を授与された時に子ブッシュも授章式に同席した。アメリカ議会からのダライ・ラマ14世への黄金勲章授与に対して、米中関係に悪影響を及ぼすとして中国共産党は強く反発した。ダライラマは、いくつかの政策は「大失敗」だったが、一個人としては好きだと語った。ジョージ・W・ブッシュを強く批判するベネズエラの大統領ウゴ・チャベスが親中共派で、他国干渉とダライ・ラマへの弾圧を進める中華人民共和国を全く批判しないのに対し、ジョージ・W・ブッシュは中華人民共和国から反発を受けながらもダライ・ラマと友好を深めていた。
ベトナム
イラク戦争が末期に入った2006年11月17日、ベトナムの国家主席グエン・ミン・チェットとアメリカの大統領であるブッシュがハノイで会談し、ベトナムとアメリカの友好関係を誇示した。これは、冷戦後の「米越同盟」の強化と、後に「VISTA」の一角と呼ばれるようになったベトナムの経済成長を布告するものになった。
フィリピン
2008年にフィリピンに対して食料価格高騰や台風6号の被害に苦しむ同国民を助けるため、アメリカ海軍の原子力空母ロナルド・レーガンを被災地に派遣して食料支援を行った。ジョージ・W・ブッシュは会談後、台風の犠牲者らに弔意を表明。フィリピンの大統領グロリア・アロヨがモロ・イスラム解放戦線（MILF）やイスラーム過激派アブ・サヤフなどの反政府勢力に対し、対話と圧力による硬軟両様のテロ対策を進め、効果を上げていると評価した。またフィリピンはイラク戦争に仏独中露が反対する中で数少なく支持した国である。
メキシコ
隣国で強い経済関係を持つメキシコに対しては強い親近感を示し、これまでの歴代大統領は就任後初の訪問国としてカナダを訪れていたが、子ブッシュは就任後初の訪問国としてメキシコを訪れている。なお、この様なメキシコに対する親近感には、テキサス州知事選挙をはじめとする過去の選挙戦において、テキサス州で多くの票を持つメキシコ系アメリカ人からの支持を受けていたことが強く影響していると言われている。
中南米
アフガン侵攻・イラク戦争以来ベネズエラの大統領ウゴ・チャベスとの険悪な関係で知られており、2002年にはアメリカ政府の関与が指摘されるクーデターが発生している。国際連合総会でチャベスはブッシュを『悪魔』と呼び、『ブッシュは大量殺人犯 残る一生を牢獄で過ごすべきだ』などと激しく非難されている。ブッシュはボリビアの大統領エボ・モラレスの麻薬の利用を非難したが、逆に「私の知る唯一のテロリストはブッシュだ」と反論されモラレスも一歩も退かない。キューバではアフガン侵攻やイラク戦争以来、『ブッシュはヒトラーに並ぶ殺人犯』という皮肉ったプロパガンダが掲げられていた時期があった。
ロシア連邦
ロシアのプーチン政権とは1999年8月にロシア高層アパート連続爆破事件により発生したチェチェン問題もあり、当初は距離を取っていたが、9.11テロを契機にして協調関係に移行。ロシア領域内通過容認やテロリストの情報提供などプーチン政権から支援がされ、中央アジアへのアメリカ軍基地も設置できた。2001年3月になると、チェチェン武装勢力のテロ事件が頻発したため、プーチンはチェチェンの独立派武装勢力を「テロ勢力」とみなし、徹底したテロ取り締まり作戦に出ていた。事実、2000年1月には、アフガニスタンのタリバン政権とチェチェン・イチケリア共和国（チェチェン分離独立派による国際的に未承認の国家または武装勢力）は互いに主権独立国家として相互承認し合い、チェチェン武装勢力はタリバンと提携して過激なテロ行為をエスカレートさせていた。だからアメリカで9・11同時多発テロが起きると、チェチェン武装勢力のテロ行為がタリバンなど他のイスラム武装勢力と連携しながら一層悪化していったので、プーチンはチェチェン武装勢力に72時間以内の投降を呼びかけ厳戒態勢に入った。10月になるとブッシュがチェチェンの大統領に「タリバンと断交し、ロシア連邦政府との平和交渉」を要請した。こうしてアメリカは「ロシアを潰そう」とする対露政策を緩和し、相互訪問が盛んになり、ロシア経済を成長させる要因を形成した。その背景にはブッシュ政権の思惑があり、ブッシュは9・11事件後ただちにアフガニスタンへの軍事侵攻を始めている。理由はアフガニスタンのタリバン政府が、9・11同時多発テロの主犯とアメリカが見ているオサマ・ビンラディンを庇護しているということだった。タリバン政府はオサマ・ビンラディンが犯人である証拠を出せと主張し、もしそれが正しければビンラディンを第三国に渡すと言ったが、ブッシュはその申し出を拒否し、アフガン攻撃を始めた。2003年にはイラクに大量破壊兵器があるという偽情報に基づいてイラク攻撃を開始。これらの行動をプーチンに批判してほしくなかったのである。そのためにプーチンに迎合したのである。テロを撲滅させる行動をアメリカが肯定してくれたことになり、プーチンは喜んでブッシュのアプローチを歓迎した。
2005年のロシアの戦勝記念日の軍事パレードに出席するなど、積極的に「テロとの戦い」を進めていくことを確認した。しかし、イラク戦争ではフセイン政権と親交があったロシアとの利害対立が目立った。また、東欧ミサイル防衛構想を推し進め、南オセチア紛争ではメドヴェージェフ政権から「紛争の発端はアメリカ大統領選挙で共和党を有利にするためのネオコンの陰謀である」と批判されて新冷戦とも評された。
ウクライナ
オレンジ革命で親欧米派が勝利したウクライナの大統領ヴィクトル・ユシチェンコと同国の首相ユーリヤ・ティモシェンコはウクライナの親欧米路線をしている。ブッシュはウクライナとグルジアのNATO加盟を支持していたが、両国の加盟はフランスやドイツが難色を示しており、またロシアからも強い反発があった。その結果、ウクライナとグルジアのNATO加盟はブッシュ政権下では見送りとなった。ウクライナは西部が親欧米、東部は親ロシアであるために東部からの親ロシア派からはソ連国旗を掲げブッシュの人形を燃やす場面が見られた。
アルバニア
セルビア共和国自治州コソボ独立促進のため、アルバニアを訪問した。アルバニアへの初の米大統領訪問となったため、ブッシュは熱烈な歓迎を受けるという珍しい事例である。アルバニアのNATO加盟については、ブッシュは支持はするが、「アルバニアはより政治的、軍事的な改革を行い、組織化された犯罪を根絶せねばならない」とまだまだ加盟までに準備が必要であることを言及した。アルバニアに対し、平和を維持し、コソボ自治州の独立交渉を進展させていくように促進した。当時のアルバニアはアルバニア暴動の発生など混乱も生じていたが、ブッシュは粘り強く支援を続け、2009年のNATO加盟実現に漕ぎ着けた。
これらの経緯から、アルバニア国民がブッシュに寄せる愛着は強い。2011年、同国のフシャクルヤ町に、アルバニア訪問時の姿を模したブッシュの銅像が建立された。また、フシャクルヤ町には、ブッシュの名を冠した広場も設けられている。
アフガニスタン
アフガニスタンではタリバン政権が崩壊し、親米政権が樹立した。さらに各国からの200億ドルの支援が施されている。アフガン人はソ連のアフガニスタン侵攻で未だにロシアを激しく嫌っており、アメリカに対してはタリバンからの解放軍のように歓迎して親米政権も樹立していると宣伝されてきたが、実際には、2008年段階でアフガニスタンで内戦は続き、親米のハーミド・カルザイ政権は首都付近に勢力を持った。
アフリカ
アフリカ諸国に対する支援に極めて熱心であり、教育・医療活動への支援とともに、紛争や内戦の終結を目指して積極的な仲介工作を展開した。ブッシュ政権はアフリカ諸国への2国間支援を特に重視しており、その年間支出はクリントン政権時の4倍に達した。ブッシュの積極的な支援活動に対しては、アフリカ諸国からも評価する声が強い。大統領退任前後には、ブッシュの功績を称える市民らが新生児に「ジョージ・ブッシュ」と命名する社会現象が発生し、アフリカ大陸北部地域を中心に流行した。アフリカ地域の紛争に対処するアメリカアフリカ軍を創設し、父のブッシュと同様にソマリア内戦にも介入した。
オセアニア
オーストラリアは対テロ戦争とイラク戦争を支持して派兵したが、ニュージーランドは派兵をしていない。またニュージーランドのオークランドとウェリントンで、人気ピザチェーンの『地獄ピザ（Hell）』が看板広告のブッシュの写真に『地獄（ピザ）：悪魔野郎には贅沢すぎる』『地獄（ピザ）にだって規範はある』のキャッチコピーが添えられており、ブッシュ政権に対する皮肉とも言える。
その他の国
ブッシュはアフガニスタン侵攻からイラク戦争までイスラム社会から憎悪の対象となっており、その度にイスラム社会のマクドナルドやケンタッキーフライドチキンの店舗などに破壊や放火があり、南アメリカ訪問や大統領退任後のカナダ訪問でも現地民から抗議行動を受けており、大統領退任後もパキスタンでは反戦抗議があった。しかしアメリカはイラクでも莫大な復興支援を提供し、イスラエル・パレスチナの和平プロセスを進めており、パレスチナに多額の復興支援をしているが、結局2009年のガザ侵攻でブッシュは拒否権を出したために関係は再び悪化してしまった。また核兵器を廃棄した事を宣言してかつてのテロの和解金を出したリビアのカダフィ大佐との関係は良好化している。イスラム社会から恐怖の存在で憎悪の対象となったブッシュだが、かつてはテロ支援国家だったリビアのカダフィ政権を保障した寛容性があった。

## 人物

### 人物評
イェール大学を卒業後、ハーバード・ビジネススクールで経営学修士を取得しており、双璧とされるイェールとハーバードを出るという歴代大統領の中でも「高学歴」だが、のちに本人が母校での演説で「成績がCでも大統領になれる」とジョークのネタにしたように学生時代の成績は芳しくなかった。
ニューヨーク市立大学教授でハーバード時代のブッシュが受講する授業を担当した霍見芳浩は、大統領就任が決まった直後の日本のマスコミの取材で当時のブッシュの印象を聞かれて「普通、授業を教えた生徒の事はいちいち覚えていないものだが、彼は非常に出来の悪い生徒だったのでよく覚えている」「もう箸にも棒にもかからない」「典型的な金持ちのお坊ちゃま。怠惰で授業態度も悪く、大統領はおろかどんな組織のリーダーも務まる人物ではないと思った」と答えている。
大統領候補時代に記者から「パキスタンの大統領の名前は?」と質問されて答えられないなど、就任前から大統領として相応しい知性の持ち主か否か危ぶむ声があった（ブッシュが同じような質問を記者にすると「私は記者だが、あなたは大統領候補だ」と返された）。大統領就任後も、2001年11月のブラジルの大統領フェルナンド・エンリケ・カルドーゾとの首脳会談上の席上、「あなたの国にも黒人はいるのか?」と尋ねて、その場でライス安全保障問題担当補佐官に訂正されるエピソードがあるなど、知性を疑われるような発言を何度も繰り返した。これらの迷言癖は俗に「ブッシズム」と呼ばれる。
他の歴代大統領と比較して著しくボキャブラリーが貧困であるとされた。耳慣れない人名や地名をよく間違って発音することでも有名で、アブグレイブ刑務所の囚人虐待事件に関する演説では「アブグレイブ」の発音を1度もまともに言えなかった。2007年9月、オーストラリアのシドニーで行われたAPECの演説では、OPECと言い間違えた上にこの演説で3回もの言い間違いをして参加者から失笑を買った。言い間違いを防ぐため、演説原稿に出てくる各国首脳の名前・国名・首都名に“読み仮名”がふられていたことも発覚している。
第1回の大統領選挙の公開討論の席で、アル・ゴアがブッシュを小馬鹿にするような態度を示したが、それに対し誠実な対応を行ったことが有権者の好意的評価に結びついたとされる。
戦争中にラムズフェルドが戦死した兵士の家族への手紙の署名にオートペンを使用したのとは対照的に、ブッシュは直筆の手紙を出し続けている。また、人権問題に関心が深いこともあり、北朝鮮による日本人拉致問題に深い興味と理解を示し、拉致被害者の家族がアメリカを訪問した際にはホワイトハウスで面会した。ブッシュ自身は側近の意見に耳を傾けていると言われ、特に外交に関しては穏健派のパウエル国務長官と強硬派のライス補佐官に議論をさせ、ライスの意見を支持しイラク戦争に向かったとされる。ライス補佐官は2期目の政権において国務長官に起用された。ブッシュの意を受けたライスは国防総省を牽制しつつ、外交に重きを置きながらイラクの武力支配を正当化しようという戦略をとっている。
AP通信社がアメリカ国民を対象に行った世論調査では、2006年の「憎まれ役」「英雄」でそれぞれ1位に選ばれた。ちなみに「憎まれ役」は2位以下、ウサーマ・ビン・ラーディン、サッダーム・フセイン、マフムード・アフマディーネジャード、金正日。「英雄」は2位以下、イラク駐留アメリカ軍、バラク・オバマ。また、ジョン・F・ケネディ以降の歴代大統領を、ホワイトハウスで取材してきたジャーナリスト、ヘレン・トーマスは、彼を「今までで最悪の大統領。アメリカ史上最悪の大統領（This is the worst President ever. He is the worst President in all of American history.）」と酷評している。一方でライス国務長官は政権末期のアメリカCBSテレビとのインタビューで、ブッシュが直面してきた状況について「第二次世界大戦後で最も厳しい時期だったのではないか」との見方を示し、そのなかでブッシュが下してきた決断は「時を経て記憶にとどまるだろう」とし、イラクのフセイン政権打倒や中国・インド・ブラジルなどとの良好な関係を例に挙げ、「歴史がブッシュ政権に良い評価を下すだろう」と述べた。
2002年1月、テレビでフットボールを観戦中に菓子のプレッツェルをのどに詰まらせて気絶し、倒れて目尻の横を怪我してマスコミに大きく報じられたことがある。本人は苦笑しながらこの一件について釈明した。
エイズの撲滅運動にも熱心で、2004年にエルトン・ジョンはコンサートにやって来たブッシュ夫妻と直接面会した際に、彼の政策への強い不満の一方で、彼の魅力と「優しさ」を覚えたとし、教訓になったと述べた。
身長は5フィート11.5インチ（約182センチメートル）である。
なお、ブッシュの下で副大統領を務めたディック・チェイニーは、父の大ブッシュの下で副大統領を務めたダン・クエールより年長である。

### 宗教
学生時代には大量の飲酒を行う時代もあったものの、1985年にビリー・グラハム牧師と出会って以降、その当時患っていたアルコール依存症をローラ夫人の支えもあって克服し、現在では敬虔なクリスチャンとして知られており、宗派は妻と同じメソジストである。約40歳からという一般的に見れば遅い宗教への目覚めではあるが、信仰心は篤く毎朝5時には起床し祈りをささげることが日課になっている。そのため、生活リズムは早寝早起きである。

### 愛読書
読書家としての側面も知られており、専用機での時間や週末の多くを読書に費やすという。ジャーナリストのエリザベス・ビュミラーの取材によると、愛読書として聖書のほか、建国者ワシントン、ハミルトンの伝記があげられた。この他トム・ウルフの小説の熱烈なファンで、イスラエルの作家ナタン・シャランスキーの本を盛んに周囲に勧めていたことが伝えられている。在職中の多忙な中にあっても、側近のカール・ローブと競うように本を読み、それは週に1~2冊ペースだったという。

### ペット

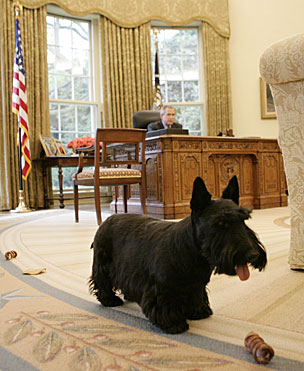
ジョージ・W・ブッシュの愛犬であるバーニー。（写真は大統領執務室において）

動物愛好家として知られており、愛犬のバーニーをはじめ、豚、猫、猿、トカゲなど複数のペットを飼育している。また、昆虫収集に熱心である。特にホワイトハウス内で同居していた愛犬のバーニーは、テレビで一緒の姿を映されることも多いためアメリカ国内ではつとに有名である。

### スポーツ
大の野球ファンとして有名で、1989年からはテキサス・レンジャーズの共同オーナーも務めていた。当時のテキサス・レンジャーズ監督は2005年11月15日に大阪国際空港でジョージ・W・ブッシュを出迎えたボビー・バレンタイン。大統領時代も度々メジャーリーグベースボールの始球式を行っている。2009年11月3日、東京ドームで行われたプロ野球日本シリーズ第3戦（日本ハム－読売ジャイアンツ）の始球式にも登場した。2002年にメジャーリーグベースボール選手会のストライキが濃厚になった時にはストライキの中止を求めるコメントを出した。その結果、ストライキは直前で中止された。

### 語録
- 「これは戦争だ」（アメリカ同時多発テロ事件に際して）
- 「アメリカにつくのか、それともテロリストにつくのか、いずれか決めよ」（同上、世界各国に対して）
- 「“限りなき正義”作戦」（これはイスラム圏ではアラーを意味し、無分別だと批判されたため以後は「不朽の自由作戦」に改められた）
- 「来るなら、来い!」(My answer is bring them on.) テロリズムに対峙して毅然とした態度を表明して。
- 「悪の枢軸」(axis of evil) 2002年当時のイラン・イラク・北朝鮮の3ヵ国を指して。